# Coorg
Le Coorg est un ancien État du sud de l'Inde. 
Kodagu ou Coorg était un petit royaume indépendant du XVIIe siècle à 1834, année durant laquelle le raja est déposé et l'État annexé par la Compagnie britannique des Indes orientales. Il constitue sous le Raj britannique une province dont le commissaire-en-chef est ex officio le résident britannique de Mysore.
Après l'indépendance et l'adoption de la Constitution de l'Inde en 1950, Coorg constitue un État de catégorie C (administré par un commissaire-en-chef). En 1956, Coorg est fusionné avec l'État de Mysore.
Son territoire correspond à l'actuel district de Kodagu.